# Арга (Мордовия)
Арга́ (мокш. Ёмла Кяшал) — село в Атюрьевском районе Мордовии. Входит в состав Атюрьевского сельского поселения.

## География
Расположено на речке Арге Нярьской, в 20 км от районного центра и 50 км от железнодорожной станции Торбеево.

## История
Название-гидроним: арга «порожистая речка».
Основано в 16 веке. Упоминается в «Книге письма и дозору Ивана Усова да Ильи Дубровского 1614 году».
В «Списке населённых мест Тамбовской губернии» (1866) Арга — деревня казённая из 51 двора Темниковского уезда.
В 1912 году в Арге была построена земская школа. В канун Октябрьской революции избрали Совет крестьянских депутатов. В 1932 году был создан колхоз «Омбоце пятилетка» («Вторая пятилетка»); позднее — отделение откормочного совхоза «Атюрьевский»; с 1992 г. — СХПК «Атюрьевский» с центральной усадьбой в д. Чудинке.
В современной инфраструктуре села — школа, клуб, библиотека, медпункт, магазин, отделение связи. Археологический памятник — поселение Арга 1 (12—17 вв.). В Аргинскую сельскую администрацию входят д. Чудинка (225 чел.) и Лесная (3), с. Шалы (4 чел.).

## Население
| 2002 | 2010 |
| ---- | ---- |
| 105  | ↘100 |

Национальный состав
Согласно результатам Всероссийской переписи населения 2002 года, в национальной структуре населения мордва составляли 97 %.